# Ernst-Adolf Schmorl

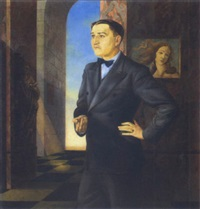
Wilhelm Dodel: Bildnis E. S. (Sanitätsrat Dr. Schmorl)

Ernst-Adolf Theodor Schmorl (* 11. März 1906 in Dresden; † 29. März 1964 in Wiesbaden) war ein deutscher Kinder- und Jugendpsychiater, der an der NS-Euthanasieforschung beteiligt war.

## Leben
Schmorl absolvierte nach dem Abitur ab 1925 ein Studium der Medizin an den Universitäten Würzburg, Genf, Leipzig, Wien und Frankfurt am Main, das er im Dezember 1930 mit der medizinischen Staatsprüfung in Frankfurt am Main abschloss. Den praktischen Teil seiner Medizinerausbildung leistete er nach Studienende an der Städtischen Heil- und Pflegeanstalt und dem Stadtkrankenhaus Friedrichstadt jeweils in seiner Heimatstadt ab. Mitte Februar 1932 erhielt er die Approbation und war danach als Hilfsarzt in der Heil- und Pflegeanstalt Pirna-Sonnenstein beschäftigt. Mit der Dissertation Zur Beurteilung der Beschäftigungstherapie der Schizophrenie unter klinischen Gesichtspunkten promovierte er 1933 an der Medizinischen Fakultät Universität Leipzig zum Dr. med.
Nach der Machtübergabe an die Nationalsozialisten war Schmorl im Mai 1933 der NSDAP beigetreten und wurde beisitzender Richter am Erbgesundheitsgericht Dresden. Während seiner Tätigkeit an der Heil- und Pflegeanstalt Pirna-Sonnenstein wurde er unter dem Anstaltsleiter Paul Nitsche zum Regierungsmedizinalrat befördert.
Nach Beginn des Zweiten Weltkrieges war Schmorl ab 1940 am Gesundheitsamt in Pirna tätig. Zudem war er als Lagerarzt in dem Rückwandererlager für Volksdeutsche auf dem Gelände der Tötungsanstalt Pirna-Sonnenstein. Von Oktober 1941 bis Januar 1942 war er stellvertretender Leiter unter dem Direktor Gerhard Wischer an der Heil- und Pflegeanstalt Waldheim. Ab Januar 1942 war er unter dem Psychiater Hans Heinze (Leiter der „Forschungsabteilung“ der Landesanstalt Brandenburg-Görden) in der Landesanstalt Brandenburg-Görden tätig. Durch Heinze wurde er im Juli 1942 zu dem Psychiater Carl Schneider nach Heidelberg abgeordnet, wo er an dessen Euthanasie-Untersuchungen („Forschen–Töten–Sezieren“) teilnahm. In diesem Rahmen wurde Schmorl – ebenso wie Johannes Suckow – Ende 1942 in eine durch Schneider in der Heil- und Pflegeanstalt Wiesloch eingerichtete „Forschungsabteilung“ abgeordnet, in der behinderte Menschen vor ihrer Ermordung medizinisch untersucht wurden. Die Forschungsabteilung wurde Ende März 1943 kriegsbedingt aufgelöst. Schmorl fand danach eine Anstellung am Gesundheitsamt in Meißen.
Nach Kriegsende war Schmorl ab 1951 als Oberarzt an der Anstalt Herborn tätig und wechselte 1958 zum Kalmenhof in Idstein, wo er zum Landesobermedizinalrat befördert als Kinder- und Jugendpsychiater tätig war.